# Iris dolichosiphon
Iris dolichosiphon là một loài thực vật có hoa trong họ Diên vĩ. Loài này được Noltie miêu tả khoa học đầu tiên năm 1990.